# The Unix-Haters Handbook
Посібник ненависників UNIX (англ. The Unix-Haters Handbook) — напівгумористичний відредагований збірник повідомлень користувачів операційної системи Unix до списку розсилки Unix-Haters. Книгу створили Simson Garfinkel, Daniel Weise та Steven Strassmann, вона була опуклікована в 1994 році. Вільною для завантаження в електронному форматі стала від 2003 року.

## Зміст
Книга висловлює занепокоєння щодо фрустрації користувачів операційної системи Unix. Багато користувачів прийшли з систем, які, на їхню думку, були набагато складнішими з точки зору комп'ютерної науки, і вони були надзвичайно розчаровані філософією дизайну «чим гірше, тим краще» що відчувалася в Unix і більшій частині його програмного забезпечення.
Наразі книга досить застаріла: велика частина матеріалу відноситься до близько 1990-х років, і багато проблем більше не існує. Наприклад, автори скаржаться на відсутність журналювання файлової системи і заявляють, що графічний користувальницький інтерфейс це оксиморон до операційної системи UNIX, але зараз ці функції є стандартними в UNIX. Велика частина скарг стосується аномалій в інтерфейсі командного рядка. Вона передбачила широкий розвиток Linux і, занепад та припинення існування кількох доступних комерційних версій UNIX (невідповідності між якими є ще однією серйозною скаргою в книзі).
Ця книга була надрукована в м'якій обкладинці. Її обкладинка була розроблена так, щоб бути схожою на Крик (картина Мунка). Видавцем у внутрішній стороні задньої обкладинки кожної копії був надрукований малюнок паперового пакету для блювання з написом на ньому «Мішок для блювониння від UNIX» (англ. «UNIX barf bag»).
Сторінка пресв'яти говорить: «Кенові і Деннісові, без яких ця книга не була б можливою» (англ. «To Ken and Dennis, without whom this book would not have been possible»). Це посилання на Кена Томпсона та Денніса Рітчі — творців Unix. Річі надав післямову, яку автори розмістили ближче до початку книги.